# Vittorio Siri
Vittorio Siri, né le 2 novembre 1608 à Parme et mort le 6 octobre 1685 à Paris, est un abbé, ecclésiastique et historien italien.

## Biographie
Né à Parme, Vittorio Siri étudie au couvent bénédictin Saint-Jean-l'Évangéliste de Parme où il prononce ses vœux en 1625. D'abord versé en géométrie, il est envoyé à Venise pour y occuper une chaire de mathématique. Il s'y lie avec l'ambassadeur de France et prend goût à la politique.
En 1640, il publie un ouvrage sur l'occupation de Casal où il se montre partisan de la France, ce qui lui vaut la protection de Richelieu qui lui donne accès à ses archives. Ces matériaux permettent à Siri d'envisager le projet de son Mercure. Ayant envoyé ses premiers écrits à Mazarin, il reçoit en récompense une pension et les titres de conseiller, aumônier et d'historiographe du roi. Devenu suspect à Venise, il doit se retirer à Modène.
Il effectue un voyage en France en 1649, où il est reçu fort aimablement. À partir de 1655, il séjourne à la cour de France comme résident du duc de Parme où il fait officiellement profession de « collecteur de nouvelles. » Il avait obtenu le bénéfice de l'abbaye de Valmagne.
Il meurt à Paris en 1685.

## Œuvres

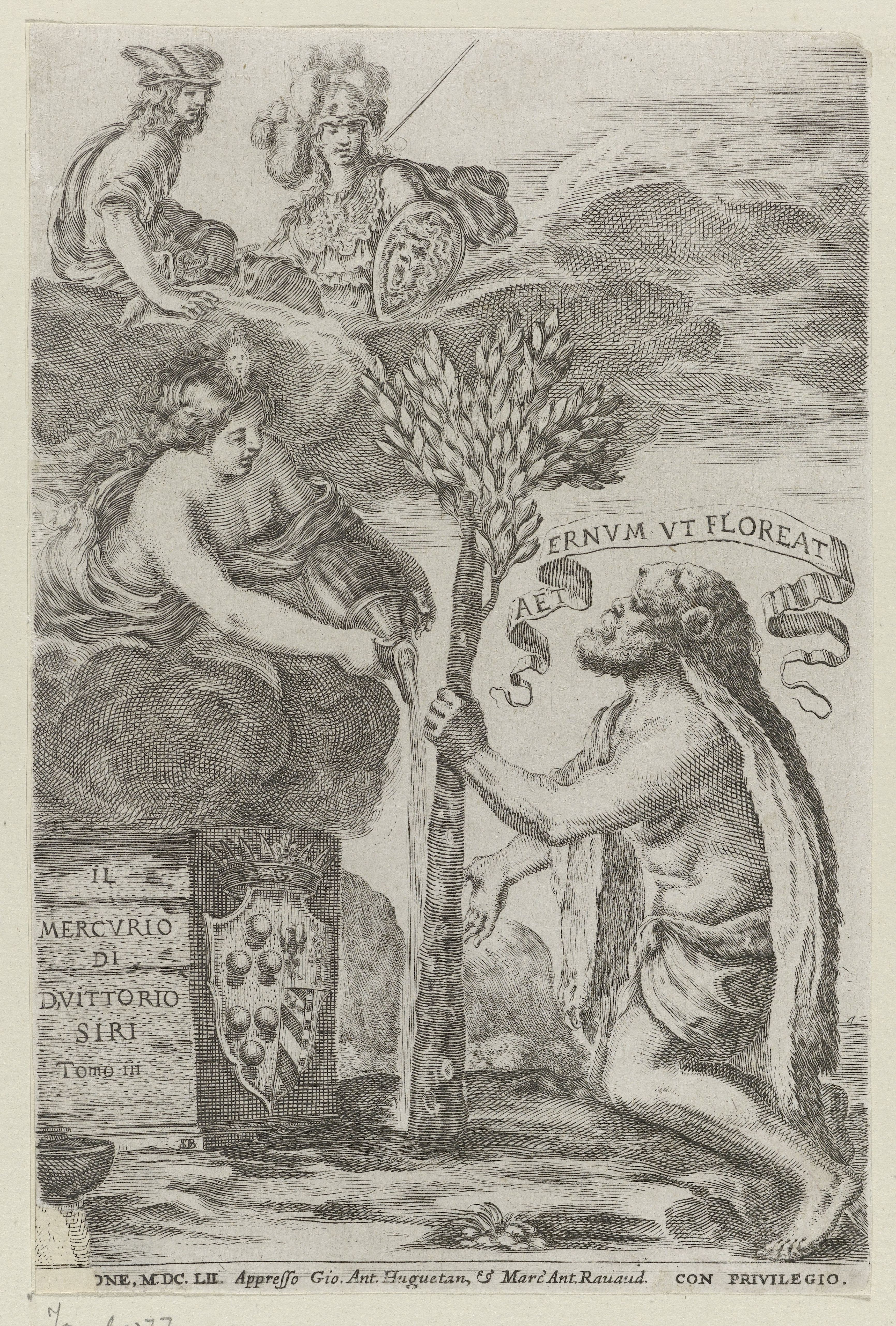
Page de titre du troisième volume du Mercurio, Lyon, Jean-Antoine II Huguetan et Marc Antoine Ravaud, 1652.

- Problemata et theoremata geometrica et mecanica, Bologne, 1633
- Propositiones mathematicae publicae demonstrandae, Parme, 1634
- Il politico Soldato Monferrino, ovvero discorso politico sopra gli affari di Casale sous le pseudonyme de Capitano Latino Verità, Casal (Venise), 1640
- Il Mercurio overo historia de’ correnti tempi en 15 volumes in-4°, 1644-1682, publiés en différentes villes (Venise, Lyon, Casal, Paris, Florence). Les 5 premiers volumes, publiés entre 1644 et 1655, concernent l'histoire européenne jusqu'en 1645 sur la base de documents recueillis par lui lorsqu'il vivait à Venise. Les 10 autres volumes, publiés entre 1667 et 1682, sont essentiellement basés sur des sources diplomatiques françaises. Dans cet ouvrage monumental (plus de 16 800 pages) Siri y publie in-extenso un nombre important de documents, lettres, etc. conformément à sa méthode originale qui consiste à permettre au lecteur de se faire son opinion en lui donnant accès aux sources documentaires tout en minimisant le rôle de médiation de l'auteur. En effet, il considère que la vérité historique ne se trouve que dans l'étude des faits documentés et que la tâche de l'historien n'est que d'enregistrer méticuleusement et précisément les événements, en renonçant à toute ambition de construire un cadre d'interprétation, attitude qui peut le faire considérer comme « positiviste » avant l'heure. Les volumes XVI et XVII qui racontent entre autres les événements de la Fronde restent inédits. Une copie de ces volumes est déposée à la Bibliothèque nationale.
- Memorie recondite (« Mémoires secrets ») de 1601 à 1640, 8 vol. in-4, Rome et Paris, 1676-79, d'où ont été tirées les Anecdotes du ministère du cardinal de Richelieu et les Anecdotes du ministère du comte d'Olivarès. Ces Mémoires secrets couvrent l'histoire du règne d'Henri IV et de Louis XIII, et constituent un témoignage historique important : introduit dans le secret des correspondances, Vittorio Siri a eu accès aux instructions et dépêches secrètes, qui depuis ont été perdues. Elles ont été traduits en français pour la première fois en 1768 seulement par Jean-Baptiste Requier, sous le titre de Mémoires secrets tirés des archives des souverains de l'Europe.